# The Music from The Connection
The Music from „The Connection“ ist ein Jazzalbum von Freddie Redd und Jackie McLean. Die am 15. Februar 1960 im Studio von Rudy Van Gelder in  Englewood Cliffs, New Jersey, entstandenen Aufnahmen erschienen 1960 auf LP (bzw. 1993 auf CD) bei Blue Note Records.

## Hintergrund
Der Jazzpianist Freddie Redd – er starb 2021 im Alter von 92 Jahren – sei in und außerhalb der Jazz-Community am bekanntesten für die Komposition der Partitur zu The Connection geworden, einem Theaterstück von Jack Gelber, das 1959 am New Yorker Broadway produziert wurde. Später wurde es für den gleichnamigen Spielfilm (1961) unter der Regie von Shirley Clarke adaptiert. The Connection zeigte „ein ungeschminktes Porträt von Heroinsüchtigen, die auf ihren nächsten Schuss warten“. Freddie Redd und der  Altsaxophonist Jackie McLean wirkten bereits in der Bühnenproduktion mit und traten dann auch in der Filmadaption (1962) sowie im Soundtrack auf.
Gelber hatte bei der Aufführung seines Stücks in The Living Theatre ursprünglich gedacht, dass das Stück echte Musiker enthalten würde – die auch als Schauspieler in Nebenrollen fungieren würden –, die in der Tradition von Charlie Parker auf Blues- und Jazzstandards improvisieren. Redd überzeugte ihn aber schließlich davon, eine Originalpartitur zu verwenden. Daraufhin komponierte er die Musik für Jack Gelbers Stück.  Ausgehend von der Regieanweisung „in der Tradition von Charlie Parker“ schrieb der Pianist sieben gradlinige Bop-Stücke, die für Improvisationen offen waren, schrieb Thomas Erlewine, und stellte dann ein Quartett zusammen, in dem er selbst zusammen mit dem Altsaxophonisten Jackie McLean, dem Bassisten Michael Mattos und dem Schlagzeuger Larry Ritchie spielte.

## Titelliste
- Freddie Redd Quartet with Jackie McLean: The Music from „The Connection“ (Blue Note – BLP 4027)

1. Who Killed Cock Robin  5:19
2. Wigglin’  5:57
3. Music Forever  5:51
4. Time To Smile 6:23
5. Theme for Sister Salvation  4:43
6. Jim Dunn’s Dilemma  5:36
7. O.D. (Overdose)  4:41

Alle Kompositionen  stammen von Freddie Redd.

## Rezeption
Zu den bleibenden Redd-Kompositionen gehört „Who Killed Cock Robin?“, schrieb Nate Chinen in seinem Nachruf auf Redd in WBGO. Thomas Erlewine verlieh dem Album in Allmusic viereinhalb Sterne und schrieb, dass Gelber und Redd dessen Kompositionen in die Handlung eingewoben hätten, was sie zu einem integralen Bestandteil des Stücks machte, sei eine gute Entscheidung gewesen, aber die Musik halte sich für sich allein hervorragend. Während sowohl Redd als auch McLean Hinweise auf ihre Einflüsse geben – der Pianist mischte Einflüsse von Thelonious Monk und Bud Powell, während der Saxophonist sein Spiel aus Charlie Parkers verdrehten Linien aufgebaut hat – hätten sie ihre eigenen Stimmen entwickelt, die The Music from „The Connection“ den treibenden, bluesigen Bop eine gewisse Kantigkeit verliehen habe, so der Autor. McLeans voller, robuster Ton dominiere oft, aber er überlagere nie Redds komplexes, kompliziertes Spiel, und beide Musiker sowie Mattos und Ritchie hielten mühelos mit den Veränderungen von harten, schnellen Bop-Nummern zu lyrischen, reflektierenden Balladen Schritt. Musikalisch biete das Soundtrackalbum vielleicht nichts Unerwartetes, aber wann immer geradliniges Bop so gut gemacht werde, sollte es gefeiert werden.
Richard Cook und Brian Morton haben dem Album in ihrem Penguin Guide to Jazz die Bewertung von dreieinhalb Sternen verliehen; die Musik von Reed und McLean sei keineswegs eine episodische Untermalung, sondern eine gute eigenständige Aufnahme, die lose dem Verlauf des Stücks bis zum abschließenden „O.D.“ folge, welche eine Atmosphäre tragischer Unvermeidlichkeit schaffe. McLean sei die offensichtliche Wahl für dieses Material gewesen; seine Bebop-Referenzen seien solide, aber er habe auch gewusst, dass sein Weg eine neuere, noch dissonantere Ausdrucksprache war und sei für diese Sessions in Topform gewesen, so das Resümée der Autoren.

## Editorischer Hinweis
Der Soundtrack erschien auch 1989 in der 2-CD-Kompilation The Complete Blue Note Recordings of Freddie Redd bei Mosaic Records, die auch das Blue-Note-Album Shades of Redd (1962) und seine bis dato unveröffentlichte Session (Redd's Blues) mit Benny Bailey, Jackie McLean, Tina Brooks, Paul Chambers und John Godfrey vom 17. Januar 1961 enthielt.